# Јаворовац
Јаворовац је насељено место у општини Новиград Подравски, Копривничко-крижевачка жупанија, Хрватска.

## Историја
До територијалне реорганизације у Хрватској био је у саставу старе општине Копривница.

## Становништво
У попису становништва из 2011. године, Јаворовац је имао 75 становника.
| Број становника према пописима | Број становника према пописима | Број становника према пописима | Број становника према пописима | Број становника према пописима | Број становника према пописима | Број становника према пописима | Број становника према пописима | Број становника према пописима | Број становника према пописима | Број становника према пописима | Број становника према пописима | Број становника према пописима | Број становника према пописима | Број становника према пописима | Број становника према пописима |
| ------------------------------ | ------------------------------ | ------------------------------ | ------------------------------ | ------------------------------ | ------------------------------ | ------------------------------ | ------------------------------ | ------------------------------ | ------------------------------ | ------------------------------ | ------------------------------ | ------------------------------ | ------------------------------ | ------------------------------ | ------------------------------ |
| 1857                           | 1869                           | 1880                           | 1890                           | 1900                           | 1910                           | 1921                           | 1931                           | 1948                           | 1953                           | 1961                           | 1971                           | 1981                           | 1991                           | 2001                           | 2011                           |
| 167                            | 197                            | 247                            | 276                            | 301                            | 256                            | 254                            | 254                            | 275                            | 215                            | 192                            | 160                            | 134                            | 109                            | 94                             | 75                             |

### Попис1991.
У попису становништва из 1991. године, Јаворовац је имао 109 становника, следећег националног састава:
| Попис 1991.‍  | Попис 1991.‍  | Попис 1991.‍ | Попис 1991.‍ | Попис 1991.‍ |
| ------------ | ------------ | ----------- | ----------- | ----------- |
|              |              |             |             |             |
| Срби         | Срби         |             | 59          | 54,12%      |
| Хрвати       | Хрвати       |             | 44          | 40,36%      |
| Југословени  | Југословени  |             | 4           | 3,66%       |
| неопредељени | неопредељени |             | 2           | 1,83%       |
| укупно: 109  |              |             |             |             |

### Попис1910.
| Јаворовац | Јаворовац |
| --- | --- |
| језик | вера |
| укупно: 256 Српски 223 (87,10%) Хрватски 25 (9,76%) Мађарски 4 (1,56%) Словеначки 3 (1,17%) Немачки 1 (0,39%) | <div style="border:solid transparent;position:absolute;width:100px;line-height:0;<div style="border:solid transparent;position:absolute;width:100px;line-height:0;<div style="border:solid transparent;position:absolute;width:100px;line-height:0; укупно: 256 Православци 223 (87,10%) Римокатолици 33 (12,89%) - (-%) |